# Donativum

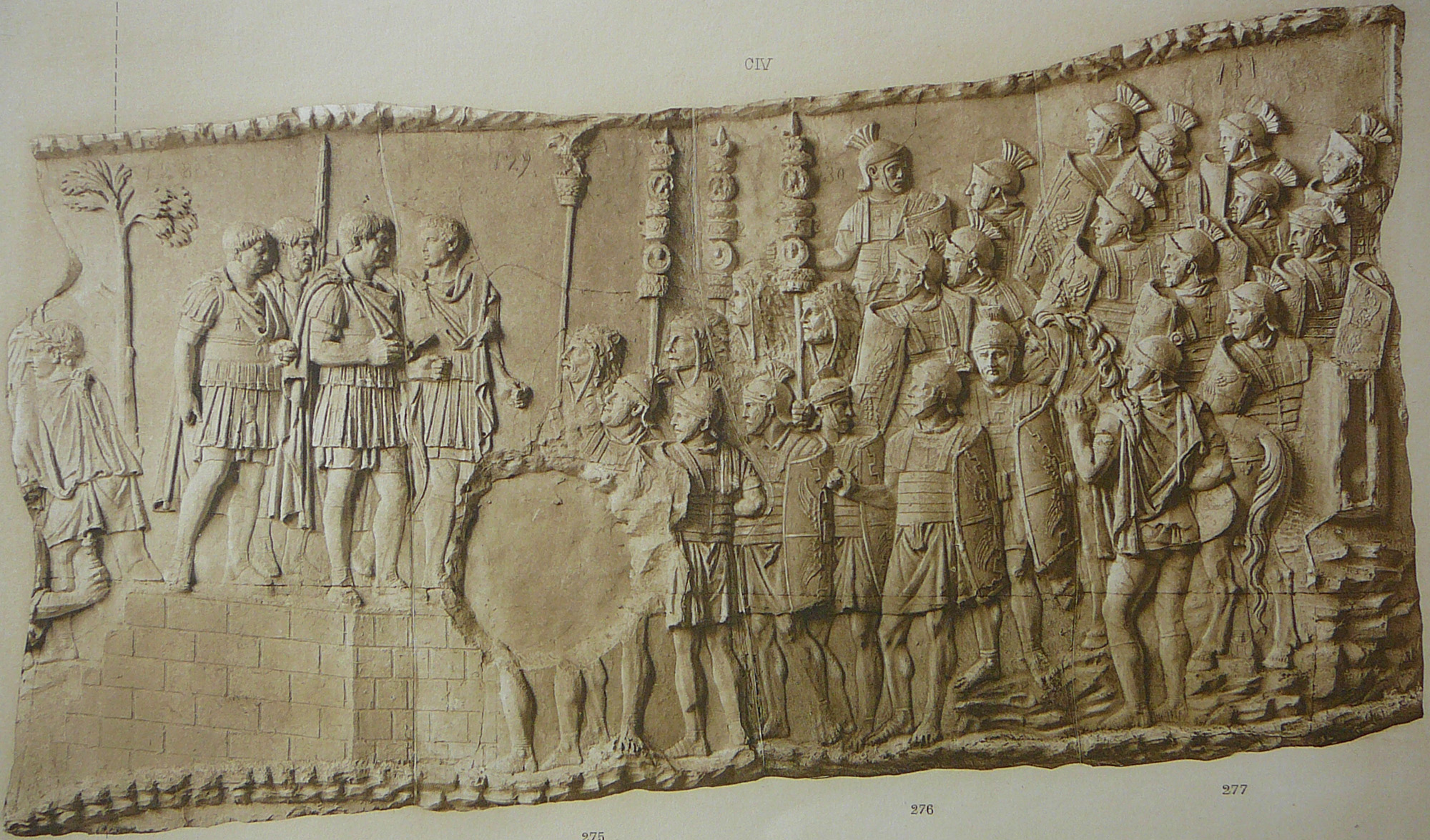
L'empereur Trajan félicite ses troupes (bas relief attribué à Apollodore de Damas).

Sous l'Empire romain, un donativum est une récompense exceptionnelle accordée à un corps de troupe, généralement équivalente à plusieurs années de solde. Les prétoriens (garde personnelle de l'empereur) reçoivent fréquemment un donativum : lors de l'avènement d'un nouvel empereur, lors d'une naissance ou d'un mariage dans la famille impériale.
Les autres corps de troupe (légions, troupes auxiliaires) en reçoivent moins souvent, voire jamais.

## Exemples
Quelques exemples de donativa rapportés par les historiens romains :
- En 41, Claude, craignant pour sa vie après l’assassinat de Caligula, offre 15 000 sesterces par tête aux prétoriens qui l’avaient emmené dans leur camp. Il fut le premier empereur à s’assurer ainsi de la fidélité de sa garde.
- En 68, Galba refuse de donner aux prétoriens une gratification plus considérable qu’à l’ordinaire, répondant « qu’il avait coutume d’enrôler des soldats, et non de les acheter ». Les prétoriens corrompus par Othon l’assassinent peu après[1].
- En 69, Vitellius « sentait la menace du donativum suspendue sur lui, et comme il n’avait pas d’argent, il accordait tout le reste aux soldats »[2].
- En 69, Vespasien met un coup d’arrêt à la surenchère, avec plus d’efficacité : « quant aux troupes qui avaient participé à sa victoire, bien loin de leur accorder quelque faveur extraordinaire, il leur fit même attendre longtemps leurs récompenses légitimes »[3]
- En 193, le sénateur Pertinax, craignant aussi pour sa vie, promet 3000 drachmes aux prétoriens qui l'entouraient, et qui le proclament alors empereur. Il en verse la moitié, mais est assassiné peu après par les prétoriens.
- Son successeur Didius Julianus achète sa proclamation contre une promesse fabuleuse de 6250 drachmes par tête. Il périt avant de les avoir versés.

## Liste complète
| Liste des donativa impériaux à la Garde prétorienne de 14 à 193 ap. J.-C. |                 |                                                        |                    |
| Année                                                                     | Empereur        | Cause                                                  | Montant en deniers |
| 14                                                                        | Auguste         | dernières volontés                                     | 250                |
| 31                                                                        | Tibère          | Loyauté dans la crise de Séjan                         | 1000               |
| 37                                                                        | Caligula        | accession                                              | 500                |
| 41                                                                        | Claude          | accession au trône                                     | 3750               |
| Annuel                                                                    |                 | Anniversaire de l’accession au trône                   | 25                 |
| 54                                                                        | Néron           | Accession                                              | 3750               |
|                                                                           |                 | Assassinats                                            | 500 ou moins       |
| 69                                                                        | Galba           | Promis par Nymphidius Sabinus (non-payé)               | 7500               |
| 69                                                                        | Othon           | Promesse                                               | 1250               |
| 69                                                                        | Vitellius       | Promesse                                               | 1250               |
| 69                                                                        | Vespasien       | donativum régulier                                     | inconnu            |
| 79                                                                        | Titus           | donativum régulier                                     | inconnu            |
| 81                                                                        | Domitien        | idem                                                   | inconnu            |
| 96                                                                        | Nerva           | idem                                                   | inconnu            |
| 98                                                                        | Trajan          | donativum régulier                                     | inconnu            |
| 117                                                                       | Hadrien         | doublement de la somme normale                         | inconnu            |
| 138                                                                       | Antonin         | donativum régulier et plus pour le mariage de sa fille | inconnu            |
| 161                                                                       | Marc Aurèle     | corègne avec Verus                                     | 5000               |
| 180                                                                       | Commode         | donativum régulier ; second promis mais non payé       | inconnu            |
| 193                                                                       | Pertinax        | donativum de Commode                                   | 3000               |
| 193                                                                       | Didius Julianus | chassé du trône                                        | 7250               |
| 193                                                                       | Septime Sévère  | Promesse, mais paie moins                              | 250                |

## Sources